# Un contremaître est allé en France
Pour plus de détails, voir Fiche technique et Distribution.
Un contremaître est allé en France (The Foreman Went to France) est un film britannique réalisé par Charles Frend, sorti en 1942.

## Synopsis
Au début de la Seconde Guerre mondiale, alors que les Allemands envahissent la France, un contremaître anglais est envoyé récupérer plusieurs machines stratégiques pour la production de canons.

## Fiche technique
- Titre français : Un contremaître est allé en France ou Mission secrète ou Le contremaître vient en France ou L'Ultime Mission[1]
- Titre original : The Foreman Went to France ou Somewhere in France ou The First Commando
- Réalisation : Charles Frend
- Scénario : Leslie Arliss et John Dighton
- Production : Michael Balcon
- Musique : William Walton
- Photographie : Wilkie Cooper
- Montage : Robert Hamer
- Pays de production :  Royaume-Uni
- Langue : anglais
- Genre : Drame
- Durée : 87 minutes
- Date de sortie : 
  - Royaume-Uni : 22 juin 1942

## Distribution
- Tommy Trinder : Tommy Hoskins, 19th Fusillers
- Constance Cummings : Anne Stafford, the American girl
- Clifford Evans (en) : Fred Carrick, the foreman
- Robert Morley : Mayor Coutare of Bivary
- Gordon Jackson : Alastair 'Jock' MacFarlan, 19th Fusillers
- Ernest Milton : Stationmaster in La Tour
- Charles Victor : Aircraft Spotter on Works Roof
- John Williams : 'English' Army Captain
- Ronald Adam : Sir Charles Fawcett, Directeur Général